# Blocco costituzionale
Il Blocco costituzionale nella pratica costituzionale francese, identifica le fonti del diritto costituzionale. Il blocco è composto da:
- Costituzione francese del 1958,
- Dichiarazione dei diritti dell'uomo e del cittadino del 26 agosto 1789,
- introduzione della costituzione del 27 ottobre 1946,
- principi fondamentali riconosciuti dalle leggi della Repubblica francese,
- Carta ambientale (2004).